# Фортін (Монтана)
Фортін (англ. Fortine) — переписна місцевість (CDP) в США, в окрузі Лінкольн штату Монтана. Населення — 317 осіб (2020).

## Географія
Фортін розташований за координатами 48°46′13″ пн. ш. 114°53′10″ зх. д. / 48.77028° пн. ш. 114.88611° зх. д. (48.770142, -114.886020).  За даними Бюро перепису населення США в 2010 році переписна місцевість мала площу 18,55 км², з яких 18,36 км² — суходіл та 0,18 км² — водойми.

## Демографія
Згідно з переписом 2010 року, у переписній місцевості мешкало 325 осіб у 141 домогосподарстві у складі 93 родин. Густота населення становила 18 осіб/км².  Було 191 помешкання (10/км²).
Расовий склад населення:
| - 96,3 % — білих - 1,2 % — корінних американців |

До двох чи більше рас належало 2,5 %. Частка іспаномовних становила 0,6 % від усіх жителів.
За віковим діапазоном населення розподілялося таким чином: 20,9 % — особи молодші 18 років, 61,9 % — особи у віці 18—64 років, 17,2 % — особи у віці 65 років та старші. Медіана віку мешканця становила 45,1 року. На 100 осіб жіночої статі у переписній місцевості припадало 105,7 чоловіків;  на 100 жінок у віці від 18 років та старших — 112,4 чоловіків також старших 18 років.
За межею бідності перебувало 25,4 % осіб, у тому числі 59,8 % дітей у віці до 18 років та 8,7 % осіб у віці 65 років та старших.
Цивільне працевлаштоване населення становило 158 осіб. Основні галузі зайнятості: мистецтво, розваги та відпочинок — 19,6 %, освіта, охорона здоров'я та соціальна допомога — 17,7 %, транспорт — 16,5 %.